# Condado de Dutchess
El condado de Dutchess (en inglés: Dutchess County), fundado en 1683, es un condado en el estado estadounidense de Nueva York. En 2006 el condado tenía una población de 295.146 habitantes y una densidad poblacional de 135 personas por km². La sede del condado es Poughkeepsie.

## Geografía
Según la Oficina del Censo, el condado tiene un área total de 2137 km² (825,1 mi²), de la cual 2077 km² (801,9 mi²) es tierra y 62 km² (23,9 mi²) (2.88%) es agua.

## Demografía
En el 2000 la renta per cápita promedia del condado era de $53,086, y el ingreso promedio para una familia era de $63,254. En 2000 los hombres tenían un ingreso per cápita de $45,576 versus $30,706 para las mujeres. El ingreso per cápita para el condado era de $23,940 y el 7.50% de la población estaba bajo el umbral de pobreza nacional.

## Localidades

### Ciudades
Beacon |
Poughkeepsie 

### Pueblos
Amenia |
Beekman |
Clinton |
Dover |
East Fishkill |
Fishkill |
Hyde Park |
LaGrange |
Milan |
North East |
Pawling |
Pine Plains |
Pleasant Valley |
Poughkeepsie |
Red Hook |
Rhinebeck |
Stanford |
Union Vale |
Wappinger |
Washington 

### Villas
Fishkill |
Millbrook |
Millerton |
Pawling |
Red Hook |
Rhinebeck |
Tivoli |
Wappingers Falls 

### Lugares designados por el censo
Amenia |
Arlington |
Brinckerhoff |
Crown Heights |
Dover Plains |
Fairview |
Freedom Plains |
Haviland |
Hillside Lake |
Hopewell Junction |
Merritt Park |
Myers Corner |
Pine Plains |
Pleasant Valley |
Red Oaks Mill |
Rhinecliff |
Salt Point |
Spackenkill |
Staatsburg |
Titusville 